# 塞尔维亚皇家军队

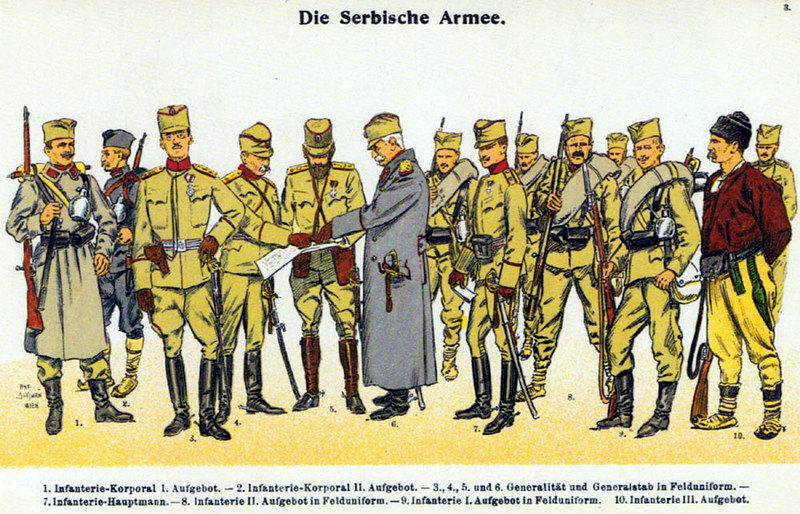
塞尔维亚皇家军队的野战制服，1914年

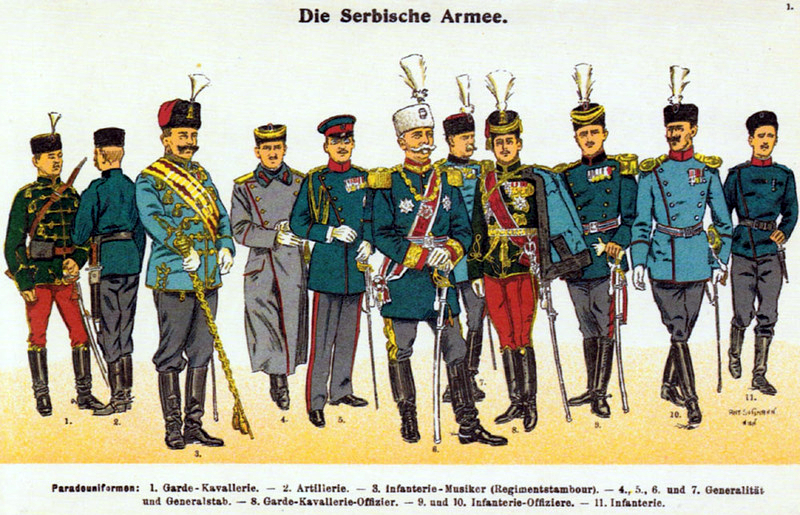
塞尔维亚皇家军队的阅兵制服，1914年

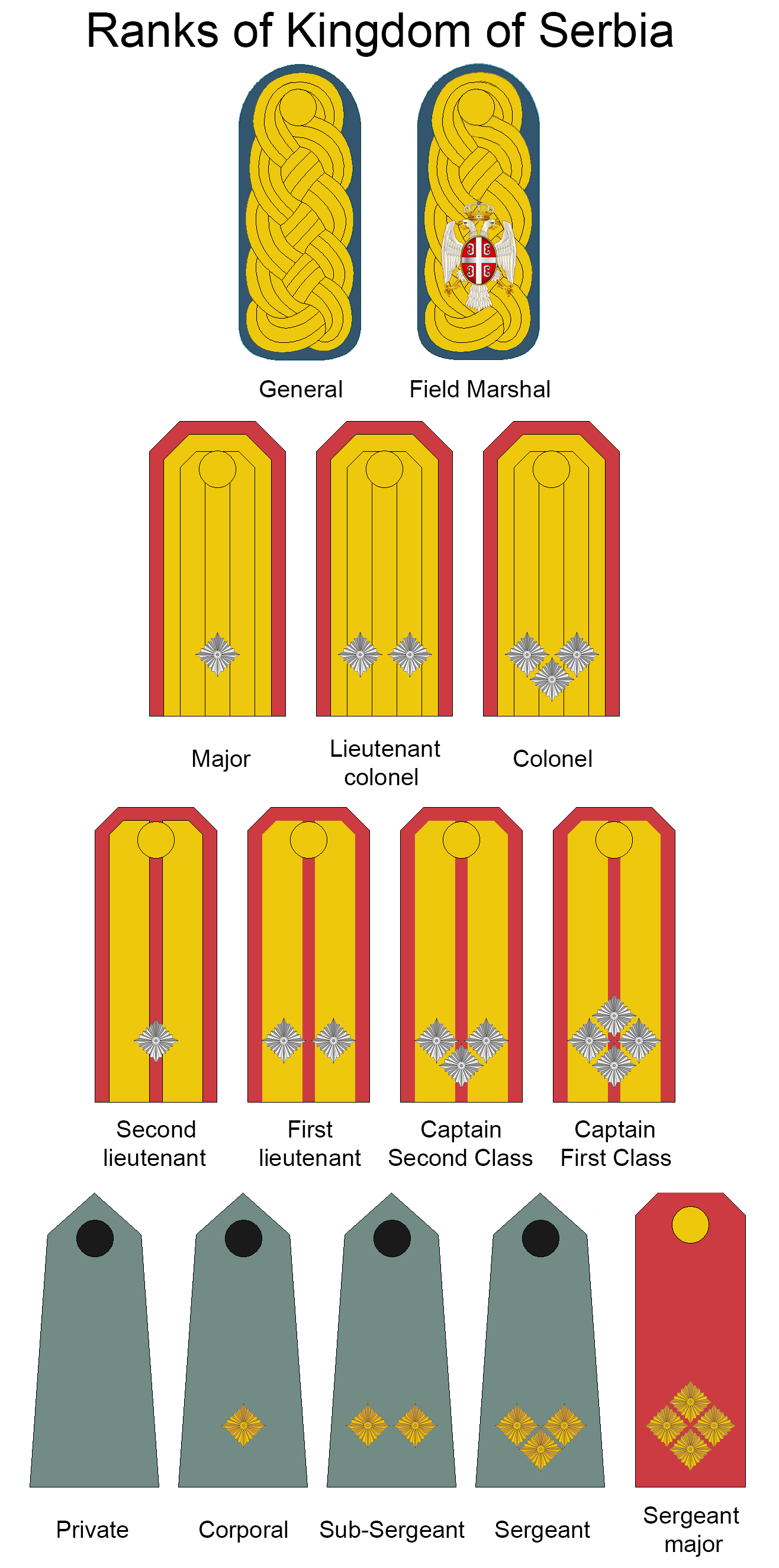
塞尔维亚皇家军队军衔

塞尔维亚皇家军队(塞爾維亞語： / )是塞尔维亚王国的军队，其存在于1882年至1918年间，继承了塞尔维亚公国的军队，是南斯拉夫皇家军队之前身。

## 历史
塞尔维亚于1883年开始实行全面征兵。其被分为三类，以及国防预备队。第一类是21至31岁的男性，第二类是31至38岁的男性，第三类是38至50岁的男性。"国防预备队"由18至20岁的男性和38至50岁的男性组成，一般被招募来执行守卫任务和守卫各种设施。应征者被征召入伍，兵役为期两年。对于学生或家庭中唯一的男子，兵役为六至九个月。
米兰一世时期推行的军事改革，寻求持续的增加军事开支。结果是军官的工资得到了提高，和引入了补助金，军官们因此获得了许多奖励。米兰一世大幅提高了军官团在社会中的地位，通过提高军事学院的录取率。他在国内被称为 "军事之王"。同时，他在军队中强化了这样一种观念：军队不仅要保卫国家不受外来侵略，而且要维持国家的内部秩序。
除了部署在前线的军队外，还留下了大约4万名塞尔维亚士兵，以掩护通往萨洛尼卡的铁路线，塞尔维亚通过该铁路线接收各种货物。部署如此多的士兵是由于防御亲保加利亚的切特尼克部队以及阿尔巴尼亚和土耳其人的破坏活动，他们从阿尔巴尼亚境内进行破坏和攻击。

### 第一次世界大战
在塞尔维亚军队撤离后，塞军开始了其重组工作。根据法国军事指挥部的计划，新重组的军队将包括6个步兵师和14万名士兵。1916年2月27日，这些想法被塞尔维亚总参谋部付诸实施，并改变了1913年批准的军队结构。新组建的六个步兵师被分配到三个军中。许多预备单位也被建立起来，这些单位是为了确保更经常和更好地供应在前线作战的部队所需的一切。塞尔维亚军队还包括法国和英国的汽车运输部队，他们的数量正在逐渐增加。
塞尔维亚军队在被转移到萨洛尼卡前线后继续遭受严重的损失。1916年有7208名士兵和军官被杀，1917年有2270名被杀。在前线取得突破后，在1918年10月29日之前，又有9303人被杀，数万人受伤。另外，在战争期间，大约有6万名塞尔维亚士兵死亡。114,000人成为受伤和残废。塞尔维亚军队在第一次世界大战中的总损失达到了369,620名士兵和军官。

## 武器装备
19世纪末20世纪初塞尔维亚缺少军事工业，迫使塞尔维亚政府向国外进口武器和军事装备—通常是通过贷款购买。由于装备是在不同国家采购的，且没有统一的标准，军队装备了各种不同口径的系统，这使得军事训练和部队供应都变得非常复杂。